# نگارخانه ملی هنر (سری‌لانکا)
گالری ملی هنر واقع در کلمبو، سریلانکا، نخستینگالری هنری تحت حمایت دولت بود که در این کشور ساخته شد.
این نگارخانه در باغ سینامون در نزدیکی تئاتر نلوم پوکونا ماهیندا راجاپاکسا، پارک ویهاراماهادیوی، موزه ملی کلمبو، تالار شهر کلمبو و کتابخانه عمومی کلمبو واقع شده‌است.
ساختمان این نگارخانه از یک فضای گالری سه شاخه‌ای تشکیل شده‌است: گالری اصلی دارای مجموعه‌ای دائمی از پرتره‌ها و مناظر است و دو شاخهٔ مجاور آن میزبان نمایشگاه‌های موقت هنرمندان اهل سری‌لانکا است. ابعاد تالار شرقی حدود ۳۲٫۹ در ۹٫۸ متر (۱۰۸ در ۳۲ فوت)، و ابعاد سالن غربی نیز حدوداً برابر با ۲۰٫۷ در ۹٫۴ متر (۶۸ در ۳۱ فوت) است. هر دو نگارخانه دارای سقفی به ارتفاع ۵٫۵ متر (۱۸ فوت) هستند.